# Anna Mae Aquash
Annie Mae Aquash (de son nom Mi’kmaq Naguset Eask), née le 27 mars 1945 et morte vers la mi-décembre 1975, est une militante améridienne, membre de la tribu Mi’kmaq de Nouvelle-Écosse, au Canada.

## Biographie
Aquash emménage à Boston dans les années 1960. Elle y rencontre des activistes américains, appartenant également aux peuples Premières Nations, qui se battent pour une meilleure éducation et contre les brutalités policières contre les populations indigènes. Elle rejoint l'American Indian Movement et participe à plusieurs occupations. En 1973, elle est témoin du Wounded Knee incident à la réserve indienne de Pine Ridge. En 1972, elle participe au Trail of Broken Treaties et occupe le siège du Département de l'Intérieur des États-Unis, situé à Washington, DC. Elle participe par la suite à d'autres manifestations au Canada et au Wisconsin.
Après sa disparition subite en décembre 1975, des rumeurs font état de son meurtre. Un rapport du FBI, par l'agent spécial David Price, indique cependant qu'un informateur l'a aperçu vivante le 12 février 1976. Le 21 février, le corps d'Aquash est retrouvé à Wanblee, dans la réserve indienne de Pine Ridge, dans le Dakota du Sud. Alors qu'une première autopsie menée par le Bureau des affaires indiennes conclut à une mort par hypothermie, une seconde autopsie du FBI, deux semaines plus tard, affirme qu'elle a été exécutée par arme à feu. Le corps est d'abord déclaré comme non identifiable. Son corps est photographié par l'agent Price du FBI. Le FBI et la CIA avaient auparavant fait courir des rumeurs sur le fait qu'elle était une informatrice, alors que Aquash avait confié que l'agent Price avait menacé de la tuer. Leonard Peltier affirme par la suite que contrairement à ces rumeurs, Aquash n'était pas une informatrice. Lors de son décès, Aquash a 30 ans et deux filles, Debbie et Denise.
Après des années d'enquêtes et d'audition de témoignages par trois grands jurys fédéraux, deux hommes, Arlo Looking Cloud et John Graham (dit John Boy Patton), sont inculpés du meurtre d'Annie Mae Aquash en mars 2003. Looking Cloud est condamné en 2004, et Graham en 2010, à la peine de prison à perpétuité. Thelma Rios est inculpée en même temps que John Graham, et plaide coupable pour complicité d'enlèvement. En 2008, Vine Richard Marshall est également inculpé pour complicité, pour avoir fourni l'arme, mais il est finalement acquitté.
Les proches et les filles d'Aquash affirment que les personnes condamnées n'étaient que des exécutants, et que les véritables responsables se trouvaient parmi les décisionnaires de l'American Indian Movement, qui craignaient qu'elle soit effectivement un agent du FBI.